# Macierz przejścia (automatyka)
Macierz przejścia stanu (lub krótko macierz przejścia), macierz tranzycji, macierz transformacji, macierz fundamentalna, macierz podstawowa (ang. state-transition matrix) – macierz, której iloczyn z wektorem stanu {\displaystyle x} z chwili początkowej {\displaystyle t_{0}} daje stan {\displaystyle x} w późniejszej chwili {\displaystyle t.} Macierz przejścia stanu może być wykorzystana do uzyskania ogólnego rozwiązania dla liniowych układów dynamicznych. Macierz ta znana jest też jako eksponenta macierzy.

## Rozwiązanie równań stanu
Niech dany będzie ogólny liniowy model przestrzeni stanów w postaci równań stanu:
{\displaystyle {\dot {\mathbf {x} }}(t)=\mathbf {A} (t)\mathbf {x} (t)+\mathbf {B} (t)\mathbf {u} (t),}
{\displaystyle \mathbf {y} (t)=\mathbf {C} (t)\mathbf {x} (t)+\mathbf {D} (t)\mathbf {u} (t).}
Rozwiązanie ogólne dane jest wówczas równaniem (jest to tak zwany wzór Cauchy-Bellmana):
{\displaystyle \mathbf {x} (t)=\mathbf {\Phi } (t,t_{0})\mathbf {x} (t_{0})+\int _{t_{0}}^{t}\mathbf {\Phi } (t,\tau )\mathbf {B} (\tau )\mathbf {u} (\tau )\,d\tau ,}
gdzie {\displaystyle \mathbf {\Phi } (t,\tau )} jest macierzą przejścia określoną poniżej.
Innymi słowy: stan układu przedstawiany jest zwykle jako wektor {\displaystyle \mathbf {x} =[x_{1},x_{2},\dots ,x_{n}]\in R^{n}} i przedstawia pamięć układu. Znając stan układu oraz sterowanie jesteśmy w stanie określić stan, który osiągnie układ po zadanym czasie.
Dla układu regulacji opisanego układem równań różniczkowych przyjmuje on postać:
{\displaystyle x(t)=e^{tA}x(0)+\int _{0}^{t}{e^{(t-r)A}Bu(r)\,dr},}
gdzie {\displaystyle e^{tA}x(0)} nazywana jest składową swobodną (zależną od warunków początkowych), a {\displaystyle \int _{0}^{t}{e^{(t-r)A}Bu(r)\,dr}} składową wymuszoną (która jest splotem odpowiedzi impulsowej i wejścia). W przypadku układu swobodnego postać rozwiązania sprowadza się do składowej swobodnej (tzw. rozwiązanie swobodne).

### Wyprowadzenie wzoru dla układu jednowymiarowego
Wzór na stan {\displaystyle x(t)} układu jednowymiarowego, opisanego równaniami stanu:
{\displaystyle {\frac {dx}{dt}}=ax+bu(t),}
{\displaystyle y=cx,}
gdzie {\displaystyle u(t)} to zadane sterowanie.
Wyznacza się go w dwóch krokach:
1. Obliczane jest rozwiązanie bez części sterującej
{\displaystyle {\frac {dx}{dt}}=ax.}
Przekształca się powyższy wzór tak, aby po jednej stronie znalazło się {\displaystyle dx} oraz {\displaystyle x,} a po drugiej stronie {\displaystyle dt}
{\displaystyle {\frac {dx}{x}}=adt.}
Uzyskany wzór całkuje się obustronnie uzyskując:
{\displaystyle \ln {\frac {x}{S}}=at,} gdzie {\displaystyle S} to stała całkowania.
Na koniec następuje pozbycie się logarytmu naturalnego używając eksponenty dla obydwu stron równania:
{\displaystyle x(t)=Se^{at}.}
2. Uzyskany {\displaystyle x(t)} podstawia się do równań podanych na wstępie i oblicza pochodną {\displaystyle x} po czasie.
{\displaystyle {\frac {dx}{dt}}=ae^{at}S+e^{at}{\frac {dS}{dt}}=ax+bu(t),}
{\displaystyle {\frac {dS}{dt}}=bu(t)e^{-at}.}
Przenosi się {\displaystyle dt} na prawą stronę i całkuje obustronnie:
{\displaystyle S(t)=S_{0}+\int _{0}^{t}{e^{-ra}bu(r)dr},}
{\displaystyle x(0)=S_{0}.}
Na koniec wstawia się uzyskane {\displaystyle S(t)} do wzoru {\displaystyle x(t)=Se^{at}.}
{\displaystyle x(t)=e^{ta}x(0)+\int _{0}^{t}{e^{(t-r)a}bu(r)dr}.}

## Macierz przejścia
Macierz przejścia {\displaystyle \mathbf {\Phi } (t,\tau )} określona jest jako:
{\displaystyle \mathbf {\Phi } (t,\tau )\equiv \mathbf {U} (t)\mathbf {U} ^{-1}(\tau ),}
gdzie {\displaystyle \mathbf {U} (t)} jest podstawową macierzą rozwiązania, która spełnia zależność:
{\displaystyle {\dot {\mathbf {U} }}(t)=\mathbf {A} (t)\mathbf {U} (t)}
jest macierzą o wymiarach {\displaystyle n\times n,} która stanowi liniowe mapowanie na siebie samą, na przykład z {\displaystyle \mathbf {u} (t)=0,} przy danym stanie {\displaystyle \mathbf {x} (\tau )} w dowolnej chwili czasu {\displaystyle \tau ,} stan w dowolnej innej chwili {\displaystyle t} określony jest przez mapowanie:
{\displaystyle \mathbf {x} (t)=\mathbf {\Phi } (t,\tau )\mathbf {x} (\tau ).}
Podczas gdy macierz przejścia stanu {\displaystyle \phi } nie jest całkowicie nieznana, to zawsze musi spełniać następujący związek:
{\displaystyle {\frac {\partial \phi (t,t_{0})}{\partial t}}=A(t)\phi (t,t_{0})} i
{\displaystyle \phi (\tau ,\tau )=I} dla każdego {\displaystyle \tau } i gdzie {\displaystyle I} jest macierzą jednostkową.
Ponadto {\displaystyle \phi } musi posiadać następujące właściwości:
| 1. | {\displaystyle \phi (t_{2},t_{1})\phi (t_{1},t_{0})=\phi (t_{2},t_{0})} |
| 2. | {\displaystyle \phi ^{-1}(t,\tau )=\phi (\tau ,t)}                      |
| 3. | {\displaystyle \phi ^{-1}(t,\tau )\phi (t,\tau )=I}                     |
| 4. | {\displaystyle {\frac {d\phi (t,t_{0})}{dt}}=A(t)\phi (t,t_{0})}        |
Jeśli układ jest niestacjonarny, można zdefiniować {\displaystyle \phi } jako:
{\displaystyle \phi (t,t_{0})=e^{A(t-t_{0})}.}
W przypadku niestacjonarnym, istnieje wiele różnych funkcji, które spełniają te wymagania, a rozwiązanie uzależnione jest od struktury układu. Macierz przejścia stanu musi zostać określona przed dalszą analizą rozwiązania dla układu niestacjonarnego.